# 1730
1730. је била проста година.

## Рођења

### Март
- 31. март — Етјен Безу - француски математичар.

## Смрти

### Јануар
- Википедија:Непознат датум — Преподобни мученик Пахомије - хришћански светитељ.
- Википедија:Непознат датум — Преподобни Акакије - хришћански светитељ.